# Copa Governador do Estado da Bahia de 2010
A Copa Governador do Estado da Bahia de 2010 foi uma competição de futebol realizada na Bahia pela Federação Bahiana de Futebol. A segunda edição da Copa Governador do Estado da Bahia foi vencida pelo Vitória da Conquista, que derrotou na final a equipe do Atlético de Alagoinhas.
Diferentemente da edição anterior, esta teve a participação de oito clubes.

## Regulamento
Os oito clubes participantes foram divididos em dois grupos e se enfrentaram em confrontos entre os grupos, ou seja, Grupo 1 contra Grupo 2, em partidas de ida e volta. Os dois melhores classificados de cada grupo avançaram à próxima fase, disputada em mata-mata e composta pelas semifinais e final, sempre com jogos de ida e volta, onde a equipe com melhor campanha até a presente fase leva vantagem no confronto direto em caso de empate.
O campeão da competição conquistou uma das duas vagas baianas destinadas à Série D do Campeonato Brasileiro de Futebol de 2011.

## Clubes participantes
Oito clubes de futebol baianos participaram da competição, número superior ao da edição anterior, na qual competiram seis. Ao contrário da primeira edição da Copa, esta segunda não teve a participação do Itabuna, mas ganhou a de outros três: Atlético de Alagoinhas, Camaçari e Serrano-BA. Esse último é o único que não esteve na Primeira Divisão do Campeonato Baiano de Futebol de 2010, no entanto conquistou o acesso a elite do futebol baiano ao ser vice-campeão da Segundona de 2010. Somente duas cidades baianas tiveram mais de um time na competição: Salvador e Feira, cada uma com dois.
Bahia e Vitória já possuem vagas nas divisões do Campeonato Brasileiro de Futebol, assim não concorrem à vaga baiana para a Série D. Os dois participantes baianos da Série D de 2009 estão na competição: Fluminense de Feira, campeão da Copa Governador 2009, e Camaçari, melhor colocado no Baianão 2010.
| Clube                  | Cidade               | Estádio          | Capacidade | Em 2009        | Títulos (mais recente) |
| ---------------------- | -------------------- | ---------------- | ---------- | -------------- | ---------------------- |
| Atlético de Alagoinhas | Alagoinhas           | Carneirão        | 12.000     | não participou | 0 (não possui)         |
| Bahia                  | Salvador             | Pituaçu          | 32.157     | primeira fase  | 0 (não possui)         |
| Bahia de Feira         | Feira de Santana     | Jóia da Princesa | 16.274     | semifinalista  | 0 (não possui)         |
| Camaçari               | Camaçari             | Armando Oliveira | 7.000      | não participou | 0 (não possui)         |
| Fluminense de Feira    | Feira de Santana     | Jóia da Princesa | 16.274     | campeão        | 1 (2009)               |
| Serrano-BA             | Vitória da Conquista | Lomantão         | 12.500     | não participou | 0 (não possui)         |
| Vitória                | Salvador             | Barradão         | 34.998     | primeira fase  | 0 (não possui)         |
| Vitória da Conquista   | Vitória da Conquista | Lomantão         | 12.600     | vice-campeão   | 0 (não possui)         |

## Fase de grupos

### Classificação
| Equipe | Equipe               | Pts | J | V | E | D | GP | GC | SG |
| ------ | -------------------- | --- | - | - | - | - | -- | -- | -- |
| 1      | Vitória da Conquista | 13  | 8 | 3 | 4 | 1 | 9  | 5  | +4 |
| 2      | Vitória              | 11  | 8 | 3 | 2 | 3 | 15 | 13 | +2 |
| 3      | Fluminense de Feira  | 11  | 8 | 3 | 2 | 3 | 7  | 6  | +1 |
| 4      | Camaçari             | 6   | 8 | 1 | 3 | 4 | 4  | 10 | -6 |

| Equipe | Equipe                 | Pts | J | V | E | D | GP | GC | SG  |
| ------ | ---------------------- | --- | - | - | - | - | -- | -- | --- |
| 1      | Atlético de Alagoinhas | 18  | 8 | 5 | 3 | 0 | 12 | 3  | +9  |
| 2      | Bahia de Feira         | 15  | 8 | 4 | 3 | 1 | 10 | 7  | +2  |
| 3      | Serrano-BA             | 7   | 8 | 1 | 4 | 3 | 7  | 9  | -2  |
| 4      | Bahia                  | 4   | 8 | 1 | 1 | 6 | 5  | 16 | -11 |

### Jogos
|                        | ATL | BAH | BFE | CAM | FLU | SER | VIT | VCO |
| ---------------------- | --- | --- | --- | --- | --- | --- | --- | --- |
| Atlético de Alagoinhas | –   | –   | –   | 1–1 | 1–0 | –   | 3–0 | 0–0 |
| Bahia                  | –   | –   | –   | 2–3 | 0–0 | –   | 1–4 | 0–1 |
| Bahia de Feira         | –   | –   | –   | 2–0 | 1–1 | –   | 2–1 | 2–1 |
| Camaçari               | 0–3 | 0–1 | 0–0 | –   | –   | 0–0 | –   | –   |
| Fluminense de Feira    | 0–1 | 2–0 | 1–2 | –   | –   | 1–0 | –   | –   |
| Serrano                | –   | –   | –   | 1–0 | 1–2 | –   | 3–3 | 0–0 |
| Vitória                | 0–1 | 4–1 | 1–1 | –   | –   | 2–1 | –   | –   |
| Vitória da Conquista   | 2–2 | 2–0 | 2–0 | –   | –   | 1–1 | –   | –   |

## Fase final
|  | Semifinais                  | Semifinais             | Semifinais | Semifinais |   |                      | Final | Final | Final | Final |
|  |                             |                        |            |            |   |                      |       |       |       |       |
|  | Vitória da Conquista (g.f.) | 1                      | 3          | 4          |   |                      |       |       |       |       |
|  | Vitória                     | 3                      | 1          | 4          |   |                      |       |       |       |       |
|  | Vitória                     | 3                      | 1          | 4          |   | Vitória da Conquista | 1     | 1     | 2     |       |
|  |                             |                        |            |            |   | Vitória da Conquista | 1     | 1     | 2     |       |
|  |                             | Atlético de Alagoinhas | 0          | 1          | 1 |                      |       |       |       |       |
|  | Atlético de Alagoinhas      | Atlético de Alagoinhas | 0          | 1          | 1 | 0                    | 4     | 4     |       |       |
|  | Atlético de Alagoinhas      |                        |            |            |   | 0                    | 4     | 4     |       |       |
|  | Bahia de Feira              | 0                      | 1          | 1          |   |                      |       |       |       |       |

### Semifinais
Jogos da ida
| 6 de novembro | Bahia de Feira | 0 – 0     | Atlético de Alagoinhas | Estádio Jóia da Princesa, Feira de Santana |
| 16:00         |                | Movimento |                        | Público: 63 Árbitro: BA Arilson Bispo      |

| 7 de novembro | Vitória                                | 3 – 1     | Vitória da Conquista | Estádio Barradão, Salvador                                    |
| 14:00         | Shelldon 13' · Aldair 33' · Felipe 57' | Movimento | 9' Ciel              | Público: 0 (Partida preliminar) Árbitro: BA Lúcio José Araújo |

Jogos de volta
| 13 de novembro | Atlético de Alagoinhas                                                   | 4 – 1     | Bahia de Feira | Estádio Carneirão, Alagoinhas           |
| 20:00          | Robson 36' · Givanildo 58' · Antônio Carlos 69' · Cristiano Alagoano 90' | Movimento | 19' Danilo     | Público: 416 Árbitro: BA Jailson Macedo |

| 14 de novembro | Vitória da Conquista        | 3 – 1     | Vitória     | Estádio Lomantão, Vitória da Conquista     |
| 16:00          | Ciel 25', 44' · Ricardo 54' | Movimento | 33' Dankler | Público: 194 Árbitro: BA Ademilton Piedade |

### Final
Jogo de ida
| 21 de novembro  | Vitória da Conquista | 1 – 0     | Atlético de Alagoinhas | Estádio Lomantão, Vitória da Conquista         |
| 16:00 Histórico | Lei 34'              | Movimento |                        | Público: 1,206 Árbitro: BA Manuel Lopo Garrido |

Jogo de volta
| 27 de novembro  | Atlético de Alagoinhas | 1 – 1     | Vitória da Conquista | Estádio Carneirão, Alagoinhas                        |
| 20:00 Histórico | Cristiano Alagoano 70' | Movimento | 35' Ciel             | Público: 4,506 Árbitro: BA Jaílson Macedo de Freitas |

| Campeão da Copa Governador 2010  |
| -------------------------------- |
| Vitória da Conquista (1º título) |